# Dieter Brozulat
Dieter Brozulat (* 23. Mai 1943 in Lennep) ist ein ehemaliger deutscher Fußballspieler. Der Mittelfeldspieler und Stürmer gewann in der Saison 1968/69 mit seinem Verein Rot-Weiß Oberhausen die Meisterschaft in der Regionalliga West und stieg in die Bundesliga auf. In der Bundesliga absolvierte er von 1969 bis 1971 67 Punktspiele und erzielte sieben Tore.

## Karriere
Der von Blau-Gelb Wuppertal gekommene Stürmer eröffnete seine Laufbahn im höherklassigen Fußball in der Saison 1963/64 bei Eintracht Trier in der seinerzeit zweitklassigen Regionalliga Südwest. Beim Saisonstart am 4. August 1963 debütierte der Linksfüßer bei der 2:3-Niederlage beim SV Niederlahnstein auf Linksaußen in der Eintracht-Elf. Er erzielte ein Tor und kam im Saisonverlauf an der Seite der Mitspieler Lothar Kleim, Willi Haag, Erich Hermesdorf und Peter Scholtes auf insgesamt 25 Einsätze und steuerte sechs Tore für die Mannschaft vom Moselstadion bei der Erringung des fünften Tabellenplatzes bei. Die zweite Regionalligarunde, 1964/65, eröffnete Trier am 9. August 1964 vor 15.000 Zuschauern mit einem 3:1-Sieg im Heimspiel gegen den Bundesligaabsteiger 1. FC Saarbrücken. Brozulat stürmte auf Linksaußen und mit Torhüter Josef Hehl, Verteidiger Wolfgang Schwierzke und den weiteren Stürmern Siegfried Kohr und Antun Rudinski erreichte er im Endklassement den dritten Rang. In 33 Punktspielen hatte Brozulat acht Tore erzielt und damit auch die Späher von Rot-Weiß Oberhausen auf sich aufmerksam gemacht. Er unterzeichnete zur Saison 1965/66 einen Vertrag für die Mannschaft von Mäzen Peter Maaßen und spielte zukünftig im Stadion Niederrhein.
Unter Trainer Willibald Hahn und mit den Mannschaftskameraden Helmut Traska, Hans Barwenzik, Lothar Kobluhn, Dieter Hentschel, Hans Siemensmeyer und Karl-Otto Marquardt belegte die „Kleeblatt“-Elf von der Landwehr hinter Fortuna Düsseldorf, Rot-Weiss Essen und Alemannia Aachen den vierten Platz. Sein Debüt für RWO in der Fußball-Regionalliga West hatte Brozulat am ersten Rundenspieltag, den 15. August 1965, beim Auswärtsspiel gegen die Elf vom Stadion am Schloss Strünkede, Westfalia Herne, bei einem 1:1-Remis gegeben. Der Neuzugang aus Trier absolvierte im ersten Jahr am Niederrhein 25 Spiele mit sechs Toren. Als 1966/67 mit Franz Krauthausen eine deutliche Offensivverstärkung hinzu kam, konnte Brozulat unter dem neuen Trainer Werner Stahl seine Trefferquote auf 13 Tore steigern. In der Saison 1967/68 verfehlte Oberhausen mit dem dritten Platz und einem Punkt Rückstand hinter Bayer Leverkusen und RWE den Einzug in die Aufstiegsrunde. Brozulat hatte 14 Tore dazu beigesteuert und die Neuzugänge Wolfgang Scheid, Friedhelm Dick und Hermann-Josef Wilbertz hatten die Defensive stabilisiert.
Unter Trainer Alfred Preißler gelang Oberhausen 1968/69 ein Start mit 16:0 Punkten und konnte am Rundenende die Meisterschaft feiern. In der Aufstiegsrunde setzten sich Brozulat und Kollegen gegen den Freiburger FC, SV Alsenborn, Hertha Zehlendorf und den VfB Lübeck durch und erreichten den Aufstieg in die Bundesliga. Brozulat hatte in der Regionalliga alle 34 Spiele bestritten und zehn Tore erzielt; in der Aufstiegsrunde folgten acht weitere Einsätze mit zwei Toren. Mittelstürmer und Torjäger Hugo Dausmann profitierte dabei insbesondere von der Vorarbeit der beiden Kombinationsspieler und Techniker, Krauthausen und Brozulat. 
Brozulat debütierte in der Bundesliga am ersten Spieltag der Saison 1969/70 beim 3:1-Sieg im Heimspiel gegen Eintracht Frankfurt. Insgesamt absolvierte er von 1969 bis 1971 67 Bundesligaspiele für RWO und erzielte sieben Tore.
Danach spielte er die letzten drei Saisons der alten zweitklassigen Regionalliga Süd, 1971/72 bis 1973/74, beim TSV 1860 München. Unter den Trainern Hans Tilkowski (1971/72), Elek Schwartz (1972/73) und Rudi Gutendorf (1973/74) bestritt er noch 44 Spiele für die Münchner „Löwen“ in denen er acht Tore schoss und dreimal den dritten Platz mit dem Bundesligameister des Jahres 1966 belegte. Nach vier Spielen in der Hinrunde der Saison 1973/74 – gegen den Freiburger FC, Karlsruher SC, SV Darmstadt 98, FC Bayern Hof –, wechselte er zum Jahreswechsel 1973/74 wieder in den Westen und schloss sich dem Regionalligisten SC Viktoria Köln an. Unter Trainer Ernst-Günter Habig absolvierte er mit den Mitspielern Manfred Kreis, Hans Fritsche und Hans-Jürgen Kurrat 16 weitere Spiele und erzielte beim Absteiger drei Tore. Insgesamt wird Brozulat von 1963 bis 1974 mit 241 Regionalligaspielen mit 68 Toren geführt.